# Dendrophilacris boulardi
Dendrophilacris boulardi är en insektsart som beskrevs av Marius Descamps 1979. Dendrophilacris boulardi ingår i släktet Dendrophilacris och familjen gräshoppor. Inga underarter finns listade i Catalogue of Life.